# Myliobatis chilensis
Myliobatis chilensis es una especie de pez rajiformede la familia Myliobatidae.

## Hábitat
Es un pez de mar y de clima subtropical y bentopelágico.

## Distribución geográfica
Se encuentra en el Océano Pacífico suroriental, desde el Perú hasta el Golfo de Arauco (Chile ).